# Siergino (rejon nytwieński)
Siergino (ros. Сергино) – wieś (sieło) w Rosji, w Kraju Permskim, w rejonie nytwieńskim. W 2021 liczyła 314 mieszkańców.